# Upplands runinskrifter 198
Upplands runinskrifter 198 är tre vikingatida runstensfragment av sandsten som tidigare fanns i Vada kyrka, Vada socken och Vallentuna kommun. Enligt en stenmaterialundersökning 1976 hör fragmenten knappast ihop. Eventuellt har U 198 utgjort en del av samma runsten som U 196. De tre runstensfragmenten förvaras på Statens historiska museum.

## Inskriften
Translitterering av runraden:
§A hulmf... 
§B ... ...(k) ' siriþ... ... 
§C ... · fi-... ... ----ʀ ...n · sin ·
Normalisering till runsvenska:
§A Holmf... 
§B ... [o]k Sigrið[r] ... 
§C ... ... ... [æfti]ʀ(?) [su]n(?) sinn(?)
Översättning till nusvenska:
§A Holmf-... 
§B ... och Sigríd ... 
§C ... till minne av deras(?) son ...